# Lenophyllum
Lenophyllum es un género con nueve especies de plantas con flores perteneciente a la familia Crassulaceae.  Comprende 8 especies descritas y de estas, solo 7 aceptadas.

## Taxonomía
El género fue descrito por Joseph Nelson Rose y publicado en Smithsonian Miscellaneous Collections 47(2): 159–162, f. 18–19, pl. 20. 1904. La especie tipo es: Lenophyllum guttatum
Etimología
Lenophyllum: nombre genérico que deriva de las palabras del griego antiguo ληνός ( lenos ), que significa "valle", y φυλλον ( phyllos ), que significa "hoja".

## Especies aceptadas
A continuación se brinda un listado de las especies del género Lenophyllum aceptadas hasta enero de 2014, ordenadas alfabéticamente. Para cada una se indica el nombre binomial seguido del autor, abreviado según las convenciones y usos.
- Lenophyllum acutifolium
- Lenophyllum guttatum
- Lenophyllum latum
- Lenophyllum obtusum
- Lenophyllum reflexum
- Lenophyllum texanum
- Lenophyllum weinbergii